# Pellenes luculentus
Pellenes luculentus är en spindelart som beskrevs av Wesolowska, van Harten 2007. Pellenes luculentus ingår i släktet Pellenes och familjen hoppspindlar. Inga underarter finns listade i Catalogue of Life.